# Governatorato di Biserta
Il governatorato di Biserta è uno dei 24 governatorati della Tunisia. Venne istituito nel 1956 e si trova nella parte più settentrionale del paese; suo capoluogo è Biserta.

## Municipalità
Fanno parte del governatorato 13 municipalità:
- Aousja
- Biserta
- El Alia
- Ghar El Melh
- Mateur
- Menzel Bourguiba
- Menzel Jemil
- Menzel Abderrahmane
- Metline
- Raf Raf
- Ras Jebel
- Sejnane
- Tinja

## Geografia antropica

### Suddivisioni amministrative
Il governatorato è diviso in 14 delegazioni a loro volta suddivise in 102 settori.
- Biserta Nord
- Biserta Sud
- Djoumime
- El Alia
- Ghar El Melh
- Ghezala
- Mateur
- Menzel Bourguiba
- Menzel Jemil
- Ras Jebel
- Sejenane
- Tinja
- Utique
- Zarzouna